# Caroline Laurent (écrivaine)
Ne doit pas être confondue avec Caroline Laurent, ingénieure générale de l’armement.
Caroline Laurent est une écrivaine et éditrice franco-mauricienne, née en 1988.

## Biographie
Née en 1988, sa mère est d'origine mauricienne.
Après des études à l'université Paris-Sorbonne, elle commence sa carrière d'éditrice aux éditions Jean-Claude Lattès, au sein desquelles elle cofonde la collection « Plein Feu » en 2013, puis crée la collection « Domaine français » aux éditions Les Escales en 2016.
En août 2017, elle publie Et soudain la liberté, avec Évelyne Pisier, une autobiographie romancée de cette dernière relatant le destin d'une famille d'aventuriers. L'ouvrage est plusieurs fois primé. Évelyne Pisier meurt en février 2017, avant la publication, et elle est aidée pour le finaliser par le mari d'Évelyne Pisier, Olivier Duhamel.
Elle devient directrice littéraire aux éditions Stock en 2018.
En 2020, sous sa seule signature cette fois, elle publie Rivage de la colère, primé également, racontant la cession aux Britanniques de l'archipel des Chagos lors de l'indépendance de l'Île Maurice puis l'expulsion de ses habitants.
Mais en janvier 2021, elle est abasourdie par les accusations de viol et d'inceste de Camille Kouchner envers Olivier Duhamel, objet de l'ouvrage de Camille Kouchner, La Familia Grande. Ces révélations remettent en cause l'amitié qu'elle croyait avoir pour Olivier Duhamel et Évelyne Pisier (qui n'aurait pas dénoncé ces abus sexuels dont elle aurait eu connaissance). Choquée, Caroline Laurent s'isole, part en solitaire aux Îles Féroé, puis soutenue par quelques écrivaines, dont Annie Ernaux, se remet à l'écriture. Elle rédige, tel un ouvrage catharsique, Ce que nous désirons le plus, publié en 2022, relatant sa reconstruction.

## Œuvre
- Et soudain la liberté, avec Évelyne Pisier, Les Escales, 2017
- Rivage de la colère, Les Escales, 2020 ; Pocket, 2020   (ISBN 9782266311915)
- Ce que nous désirons le plus, Les Escales, 2022

## Prix et récompenses
- 2017 pour Et soudain la liberté : prix Marguerite-Duras ; grand prix des lycéennes Elle ; prix Première Plume.
- 2020 pour Rivage de la colère : prix Maison de la presse ; prix du roman métis des lecteurs de la ville de Saint-Denis ; prix du roman métis des lycéens[4] ; grand prix des blogueurs[5] ; prix Paul-Bourdarie 2021 de l’Académie des sciences d’outre-mer.